# Saison 2002-2003 de la LNH
Saison précédente Saison suivante
La saison 2002-2003 est la 86e saison régulière de la Ligue nationale de hockey. Trente équipes ont joué chacune 82 matchs.

## Saison régulière
Les Sharks de San José finissent derniers de leur division après l'avoir remportée la saison précédente. À l'opposé, le Wild du Minnesota, franchise avec deux saisons d'expérience entraînée par Jacques Lemaire qui gagne le trophée Jack-Adams, décroche sa première participation en séries éliminatoires. Les Stars de Dallas, qui avaient manqué les séries en 2002 finissent premiers de leur division grâce, entre autres, à la très bonne saison de leur gardien de but Marty Turco qui remporte le trophée Roger-Crozier. Le Lightning de Tampa Bay participe aux séries pour la première fois en sept saisons. Les Rangers de New York manquent, quant à eux, une nouvelle fois les séries éliminatoires de même que les Hurricanes de la Caroline pourtant finalistes de la Coupe Stanley la saison passée.
La saison est également marquée par les troubles financiers de plusieurs franchises. Malgré le succès sur la glace des Sénateurs d'Ottawa, les joueurs ne sont pas payés pendant un certain temps ; le propriétaire Rod Bryden essaie différents montages financiers mais est finalement obligé de vendre la franchise au billionaire Eugene Melnyk. Les Sabres de Buffalo sont sauvés par l'homme d'affaires de New York Tom Golisano alors que du côté des Penguins de Pittsburgh, la vente des meilleurs éléments continue afin de tenter de redresser la barre.
Bien que le numéro 99 de Wayne Gretzky soit déjà retiré par la LNH, les Kings de Los Angeles le retirent aussi le 2 octobre 2002. Les Bruins de Boston retirent le numéro 24 de Tery O'Reilly le 24 octobre 2002. Les Maple Leafs de Toronto honorent le numéro 27 de Darryl Sittler le 8 février 2003.

### Classements finaux
- Pour les significations des abréviations, voir statistiques du hockey sur glace.
- Les franchises championnes de division sont classées aux trois premières places de chaque association ; les équipes classées aux huit premières places de chaque division sont qualifiées pour les séries éliminatoires et sont indiquées dans des lignes de couleur.

| Clt   | Équipe                    | Division   | PJ | V  | D  | N  | DP | BP  | BC  | Pts |
| ----- | ------------------------- | ---------- | -- | -- | -- | -- | -- | --- | --- | --- |
| +001, | Sénateurs d'Ottawa        | Nord-Est   | 82 | 52 | 21 | 8  | 1  | 263 | 182 | 113 |
| +002, | Devils du New Jersey      | Atlantique | 82 | 46 | 20 | 10 | 6  | 216 | 166 | 108 |
| +003, | Lightning de Tampa Bay    | Sud-Est    | 82 | 36 | 25 | 16 | 5  | 219 | 210 | 93  |
| +004, | Flyers de Philadelphie    | Atlantique | 82 | 45 | 20 | 13 | 4  | 211 | 166 | 107 |
| +005, | Maple Leafs de Toronto    | Nord-Est   | 82 | 44 | 28 | 7  | 3  | 236 | 208 | 98  |
| +006, | Capitals de Washington    | Sud-Est    | 82 | 39 | 29 | 8  | 6  | 224 | 220 | 92  |
| +007, | Bruins de Boston          | Nord-Est   | 82 | 36 | 31 | 11 | 4  | 245 | 237 | 87  |
| +008, | Islanders de New York     | Atlantique | 82 | 35 | 34 | 11 | 2  | 224 | 231 | 83  |
| +009, | Rangers de New York       | Atlantique | 82 | 32 | 36 | 10 | 4  | 210 | 231 | 78  |
| +010, | Canadiens de Montréal     | Nord-Est   | 82 | 30 | 35 | 8  | 9  | 206 | 234 | 77  |
| +011, | Thrashers d'Atlanta       | Sud-Est    | 82 | 31 | 39 | 7  | 5  | 226 | 284 | 74  |
| +012, | Sabres de Buffalo         | Nord-Est   | 82 | 27 | 37 | 10 | 8  | 190 | 219 | 72  |
| +013, | Panthers de la Floride    | Sud-Est    | 82 | 24 | 36 | 13 | 9  | 176 | 237 | 70  |
| +014, | Penguins de Pittsburgh    | Atlantique | 82 | 27 | 44 | 6  | 5  | 189 | 255 | 65  |
| +015, | Hurricanes de la Caroline | Sud-Est    | 82 | 22 | 43 | 11 | 6  | 171 | 240 | 61  |

| Clt   | Équipe                   | Division   | PJ | V  | D  | N  | DP | BP  | BC  | Pts |
| ----- | ------------------------ | ---------- | -- | -- | -- | -- | -- | --- | --- | --- |
| +001, | Stars de Dallas          | Pacifique  | 82 | 46 | 17 | 15 | 4  | 245 | 169 | 111 |
| +002, | Red Wings de Détroit     | Centrale   | 82 | 48 | 20 | 10 | 4  | 269 | 203 | 110 |
| +003, | Avalanche du Colorado    | Nord-Ouest | 82 | 42 | 19 | 13 | 8  | 251 | 194 | 105 |
| +004, | Canucks de Vancouver     | Nord-Ouest | 82 | 45 | 23 | 13 | 1  | 264 | 208 | 104 |
| +005, | Blues de Saint-Louis     | Centrale   | 82 | 41 | 24 | 11 | 6  | 253 | 222 | 99  |
| +006, | Wild du Minnesota        | Nord-Ouest | 82 | 42 | 29 | 10 | 1  | 198 | 178 | 95  |
| +007, | Mighty Ducks d'Anaheim   | Pacifique  | 82 | 40 | 27 | 9  | 6  | 203 | 193 | 95  |
| +008, | Oilers d'Edmonton        | Nord-Ouest | 82 | 36 | 26 | 11 | 9  | 231 | 230 | 92  |
| +009, | Blackhawks de Chicago    | Centrale   | 82 | 30 | 33 | 13 | 6  | 207 | 226 | 79  |
| +010, | Kings de Los Angeles     | Pacifique  | 82 | 33 | 37 | 6  | 6  | 203 | 221 | 78  |
| +011, | Coyotes de Phoenix       | Pacifique  | 82 | 31 | 35 | 11 | 5  | 204 | 230 | 78  |
| +012, | Flames de Calgary        | Nord-Ouest | 82 | 29 | 36 | 13 | 4  | 186 | 228 | 75  |
| +013, | Predators de Nashville   | Centrale   | 82 | 27 | 35 | 13 | 7  | 183 | 206 | 74  |
| +014, | Sharks de San José       | Pacifique  | 82 | 28 | 37 | 9  | 8  | 214 | 239 | 73  |
| +015, | Blue Jackets de Columbus | Centrale   | 82 | 29 | 42 | 8  | 3  | 213 | 263 | 69  |

- Champion de la saison régulière
- Champion de division
- Qualifié pour les séries éliminatoires

### Meilleurs pointeurs
| Joueur         | Équipe      | PJ | B  | A  | Pts |
| -------------- | ----------- | -- | -- | -- | --- |
| Peter Forsberg | Colorado    | 75 | 29 | 77 | 106 |
| Markus Näslund | Vancouver   | 82 | 48 | 56 | 104 |
| Joe Thornton   | Boston      | 77 | 36 | 65 | 101 |
| Milan Hejduk   | Colorado    | 82 | 50 | 48 | 98  |
| Todd Bertuzzi  | Vancouver   | 82 | 46 | 51 | 97  |
| Pavol Demitra  | St.-Louis   | 78 | 36 | 57 | 93  |
| Glen Murray    | Boston      | 82 | 44 | 48 | 92  |
| Mario Lemieux  | Pittsburgh  | 67 | 28 | 63 | 91  |
| Dany Heatley   | Atlanta     | 77 | 41 | 48 | 89  |
| Zigmund Palffy | Los Angeles | 76 | 37 | 48 | 85  |

## Séries éliminatoires de la Coupe Stanley

### Arbre de qualification
|  | Quarts de finale d'association | Quarts de finale d'association | Quarts de finale d'association |   |                        | Demi-finales d'association | Demi-finales d'association | Demi-finales d'association |  |   | Finales d'association | Finales d'association | Finales d'association |  |    | Finale de la Coupe Stanley | Finale de la Coupe Stanley | Finale de la Coupe Stanley |
|  |                                |                                |                                |   |                        |                            |                            |                            |  |   |                       |                       |                       |  |    |                            |                            |                            |
|  | 1                              | Sénateurs d'Ottawa             | 4                              |   |                        |                            |                            |                            |  |   |                       |                       |                       |  |    |                            |                            |                            |
|  | 8                              | Islanders de New York          | 1                              |   |                        |                            |                            |                            |  |   |                       |                       |                       |  |    |                            |                            |                            |
|  | 8                              | Islanders de New York          | 1                              |   | 1                      | Sénateurs d'Ottawa         | 4                          |                            |  |   |                       |                       |                       |  |    |                            |                            |                            |
|  |                                |                                |                                |   | 1                      | Sénateurs d'Ottawa         | 4                          |                            |  |   |                       |                       |                       |  |    |                            |                            |                            |
|  |                                | 4                              | Flyers de Philadelphie         | 2 |                        |                            |                            |                            |  |   |                       |                       |                       |  |    |                            |                            |                            |
|  | 2                              | 4                              | Flyers de Philadelphie         | 2 | Devils du New Jeresey  | 4                          |                            |                            |  |   |                       |                       |                       |  |    |                            |                            |                            |
|  | 2                              |                                |                                |   | Devils du New Jeresey  | 4                          |                            |                            |  |   |                       |                       |                       |  |    |                            |                            |                            |
|  | 7                              | Bruins de Boston               | 1                              |   |                        |                            |                            |                            |  |   |                       |                       |                       |  |    |                            |                            |                            |
|  | 7                              | Bruins de Boston               | 1                              |   |                        |                            |                            |                            |  | 1 | Sénateurs d'Ottawa    | 3                     |                       |  |    |                            |                            |                            |
|  | Association de l'Est           |                                |                                |   |                        |                            |                            |                            |  | 1 | Sénateurs d'Ottawa    | 3                     |                       |  |    |                            |                            |                            |
|  |                                | 2                              | Devils du New Jersey           | 4 |                        |                            |                            |                            |  |   |                       |                       |                       |  |    |                            |                            |                            |
|  | 3                              | 2                              | Devils du New Jersey           | 4 | Lightning de Tampa Bay | 4                          |                            |                            |  |   |                       |                       |                       |  |    |                            |                            |                            |
|  | 3                              |                                |                                |   | Lightning de Tampa Bay | 4                          |                            |                            |  |   |                       |                       |                       |  |    |                            |                            |                            |
|  | 6                              | Capitals de Washington         | 2                              |   |                        |                            |                            |                            |  |   |                       |                       |                       |  |    |                            |                            |                            |
|  | 6                              | Capitals de Washington         | 2                              |   | 2                      | Devils du New Jersey       | 4                          |                            |  |   |                       |                       |                       |  |    |                            |                            |                            |
|  |                                |                                |                                |   | 2                      | Devils du New Jersey       | 4                          |                            |  |   |                       |                       |                       |  |    |                            |                            |                            |
|  |                                | 3                              | Lightning de Tampa Bay         | 1 |                        |                            |                            |                            |  |   |                       |                       |                       |  |    |                            |                            |                            |
|  | 4                              | 3                              | Lightning de Tampa Bay         | 1 | Flyers de Philadelphie | 4                          |                            |                            |  |   |                       |                       |                       |  |    |                            |                            |                            |
|  | 4                              |                                |                                |   | Flyers de Philadelphie | 4                          |                            |                            |  |   |                       |                       |                       |  |    |                            |                            |                            |
|  | 5                              | Maple Leafs de Toronto         | 3                              |   |                        |                            |                            |                            |  |   |                       |                       |                       |  |    |                            |                            |                            |
|  | 5                              | Maple Leafs de Toronto         | 3                              |   |                        |                            |                            |                            |  |   |                       |                       |                       |  | E2 | Devils du New Jersey       | 4                          |                            |
|  |                                |                                |                                |   |                        |                            |                            |                            |  |   |                       |                       |                       |  | E2 | Devils du New Jersey       | 4                          |                            |
|  |                                | O7                             | Mighty Ducks d'Anaheim         | 3 |                        |                            |                            |                            |  |   |                       |                       |                       |  |    |                            |                            |                            |
|  | 1                              | O7                             | Mighty Ducks d'Anaheim         | 3 | Stars de Dallas        | 4                          |                            |                            |  |   |                       |                       |                       |  |    |                            |                            |                            |
|  | 1                              |                                |                                |   | Stars de Dallas        | 4                          |                            |                            |  |   |                       |                       |                       |  |    |                            |                            |                            |
|  | 8                              | Oilers d'Edmonton              | 2                              |   |                        |                            |                            |                            |  |   |                       |                       |                       |  |    |                            |                            |                            |
|  | 8                              | Oilers d'Edmonton              | 2                              |   | 1                      | Stars de Dallas            | 2                          |                            |  |   |                       |                       |                       |  |    |                            |                            |                            |
|  |                                |                                |                                |   | 1                      | Stars de Dallas            | 2                          |                            |  |   |                       |                       |                       |  |    |                            |                            |                            |
|  |                                | 7                              | Mighty Ducks d'Anaheim         | 4 |                        |                            |                            |                            |  |   |                       |                       |                       |  |    |                            |                            |                            |
|  | 2                              | 7                              | Mighty Ducks d'Anaheim         | 4 | Red Wings de Détroit   | 0                          |                            |                            |  |   |                       |                       |                       |  |    |                            |                            |                            |
|  | 2                              |                                |                                |   | Red Wings de Détroit   | 0                          |                            |                            |  |   |                       |                       |                       |  |    |                            |                            |                            |
|  | 7                              | Mighty Ducks d'Anaheim         | 4                              |   |                        |                            |                            |                            |  |   |                       |                       |                       |  |    |                            |                            |                            |
|  | 7                              | Mighty Ducks d'Anaheim         | 4                              |   |                        |                            |                            |                            |  | 6 | Wild du Minnesota     | 0                     |                       |  |    |                            |                            |                            |
|  | Association de l'Ouest         |                                |                                |   |                        |                            |                            |                            |  | 6 | Wild du Minnesota     | 0                     |                       |  |    |                            |                            |                            |
|  |                                | 7                              | Mighty Ducks d'Anaheim         | 4 |                        |                            |                            |                            |  |   |                       |                       |                       |  |    |                            |                            |                            |
|  | 3                              | 7                              | Mighty Ducks d'Anaheim         | 4 | Avalanche du Colorado  | 3                          |                            |                            |  |   |                       |                       |                       |  |    |                            |                            |                            |
|  | 3                              |                                |                                |   | Avalanche du Colorado  | 3                          |                            |                            |  |   |                       |                       |                       |  |    |                            |                            |                            |
|  | 6                              | Wild du Minnesota              | 4                              |   |                        |                            |                            |                            |  |   |                       |                       |                       |  |    |                            |                            |                            |
|  | 6                              | Wild du Minnesota              | 4                              |   | 4                      | Canucks de Vancouver       | 3                          |                            |  |   |                       |                       |                       |  |    |                            |                            |                            |
|  |                                |                                |                                |   | 4                      | Canucks de Vancouver       | 3                          |                            |  |   |                       |                       |                       |  |    |                            |                            |                            |
|  |                                | 6                              | Wild du Minnesota              | 4 |                        |                            |                            |                            |  |   |                       |                       |                       |  |    |                            |                            |                            |
|  | 4                              | 6                              | Wild du Minnesota              | 4 | Canucks de Vancouver   | 4                          |                            |                            |  |   |                       |                       |                       |  |    |                            |                            |                            |
|  | 4                              |                                |                                |   | Canucks de Vancouver   | 4                          |                            |                            |  |   |                       |                       |                       |  |    |                            |                            |                            |
|  | 5                              | Blues de Saint-Louis           | 3                              |   |                        |                            |                            |                            |  |   |                       |                       |                       |  |    |                            |                            |                            |

### Finale de la Coupe Stanley
Les Devils du New Jersey gagnent la Coupe Stanley 4 matchs à 3 et Jean-Sébastien Giguère d'Anaheim remporte le trophée Conn-Smythe.
- 27 mai : New Jersey 3-0 Anaheim
- 29 mai : New Jersey 3-0 Anaheim
- 31 mai : Anaheim 3-2 New Jersey (prolongation)
- 2 juin : Anaheim 1-0 New Jersey (prolongation)
- 5 juin : New Jersey 6-3 Anaheim
- 7 juin : Anaheim 5-2 New Jersey
- 9 juin : New Jersey 3-0 Anaheim

## Récompenses

### Trophées
| Trophée                      | Vainqueur                                       | Équipe                                          |
| ---------------------------- | ----------------------------------------------- | ----------------------------------------------- |
| Trophée Calder               | Barret Jackman                                  | Blues de Saint-Louis                            |
| Trophée Lester-B.-Pearson    | Markus Näslund                                  | Canucks de Vancouver                            |
| Trophée Art-Ross             | Peter Forsberg                                  | Avalanche du Colorado                           |
| Trophée Hart                 | Peter Forsberg                                  | Avalanche du Colorado                           |
| Trophée Conn-Smythe          | Jean-Sébastien Giguère                          | Mighty Ducks d'Anaheim                          |
| Trophée Bill-Masterton       | Steve Yzerman                                   | Red Wings de Détroit                            |
| Trophée Frank-J.-Selke       | Jere Lehtinen                                   | Stars de Dallas                                 |
| Trophée Jack-Adams           | Jacques Lemaire                                 | Wild du Minnesota                               |
| Trophée James-Norris         | Nicklas Lidström                                | Red Wings de Détroit                            |
| Trophée King-Clancy          | Brendan Shanahan                                | Red Wings de Détroit                            |
| Trophée Lady Byng            | Aleksandr Moguilny                              | Maple Leafs de Toronto                          |
| Trophée Lester-Patrick       | Willie O'Ree, Raymond Bourque et Ron DeGregorio | Willie O'Ree, Raymond Bourque et Ron DeGregorio |
| Trophée Maurice-Richard      | Milan Hejduk                                    | Avalanche du Colorado                           |
| Trophée Vézina               | Martin Brodeur                                  | Devils du New Jersey                            |
| Trophée William-M.-Jennings  | Martin Brodeur Roman Čechmánek Robert Esche     | Devils du New Jersey Flyers de Philadelphie     |
| Trophée Roger-Crozier        | Marty Turco                                     | Stars de Dallas                                 |
| Trophée plus-moins de la LNH | Peter Forsberg Milan Hejduk                     | Avalanche du Colorado                           |

| Trophée                      | Équipe                 |
| ---------------------------- | ---------------------- |
| Trophée Clarence-S.-Campbell | Mighty Ducks d'Anaheim |
| Trophée Prince de Galles     | Devils du New Jersey   |
| Trophée des présidents       | Sénateurs d'Ottawa     |
| Coupe Stanley                | Devils du New Jersey   |

### Équipes d'étoiles

#### Première et deuxième équipe
| Position       | Première équipe  | Première équipe       | Deuxième équipe  | Deuxième équipe        |
| Position       | Joueur           | Équipe                | Joueur           | Équipe                 |
| -------------- | ---------------- | --------------------- | ---------------- | ---------------------- |
| Gardien de but | Martin Brodeur   | Devils du New Jersey  | Marty Turco      | Stars de Dallas        |
| Défenseur      | Nicklas Lidström | Red Wings de Détroit  | Sergueï Gontchar | Capitals de Washington |
| Défenseur      | Al MacInnis      | Blues de Saint-Louis  | Derian Hatcher   | Stars de Dallas        |
| Ailier gauche  | Markus Näslund   | Canucks de Vancouver  | Paul Kariya      | Mighty Ducks d'Anaheim |
| Centre         | Peter Forsberg   | Avalanche du Colorado | Joe Thornton     | Bruins de Boston       |
| Ailier droit   | Todd Bertuzzi    | Canucks de Vancouver  | Milan Hejduk     | Avalanche du Colorado  |

#### Équipe des recrues
| Position       | Joueur            | Équipe                   |
| -------------- | ----------------- | ------------------------ |
| Gardien de but | Sébastien Caron   | Penguins de Pittsburgh   |
| Défenseur      | Jay Bouwmeester   | Panthers de la Floride   |
| Défenseur      | Barret Jackman    | Blues de Saint-Louis     |
| Attaquant      | Tyler Arnason     | Blackhawks de Chicago    |
| Attaquant      | Rick Nash         | Blue Jackets de Columbus |
| Attaquant      | Henrik Zetterberg | Red Wings de Détroit     |